# Toxomerus guttifer
Toxomerus guttifer är en tvåvingeart som först beskrevs av Hull 1943.  Toxomerus guttifer ingår i släktet Toxomerus och familjen blomflugor. Inga underarter finns listade i Catalogue of Life.